# الاعدان (ذي السفال)

تعديل مصدري - تعديل

الاعدان محلة تابعة لقرية المطاحن، التابعة لعزلة الاشراف بمديرية ذي السفال إحدى مديريات محافظة إب في الجمهورية اليمنية، بلغ تعداد سكانها 22 حسب تعداد اليمن لعام 2004.